# کنفرانس شرق (ان‌بی‌ای)
کنفرانس شرق اتحادیهٔ ملی بسکتبال از ۱۵ تیم تشکیل شده‌است و در سه بخش 5 تیمی سازماندهی شده‌است.
برندهٔ سه بخش و بهترین تیم دوم به ترتیب نتایج خود، سیدهای ۱ تا ۴ مرحلهٔ پلی‌آف را شکل می‌دهند. سایر تیم‌های راه‌یافته به پلی‌آف نیز در سیدهای ۵ تا ۸ قرار می‌گیرند. در پلی‌آف، مزیت بازی خانگی برای تیمی است که نتیجهٔ بهتری در فصل عادی گرفته‌باشد؛ بنابراین برای نمونه در مصاف سیدهای ۴ و ۵ اگر نتایج سید ۵ بهتر باشد، از مزیت بازی خانگی بهره‌مند می‌شود.
دلیل این روش سیدبندی، آن است که ممکن است تیمی که برندهٔ بخش نشده، نتایج بهتری نسبت به برندهٔ بخش‌های دیگر داشته‌باشد و اگر در سید پایین‌تری قرار داده شود، ممکن است دو تیم برتر کنفرانس در نیمه‌نهایی با یکدیگر روبرو شوند. برای نمونه در پلی‌آف ۲۰۰۶ تیم‌های سن آنتونیو اسپرز و دالاس ماوریکس که هر دو از بخش جنوب غربی بودند، در نیمه‌نهایی به مصاف یکدیگر رفتند؛ در حالی که دنور ناگتس برندهٔ بخش شمال غربی و سید سوم، پیروزی‌های کمتری نسبت به سیدهای ۴ تا ۷ داشت. اتحادیه شکل فعلی را پیشنهاد داد تا تیم‌های برتر یک کنفرانس، پیش از بازی پایانی با یکدیگر برخورد نکنند.
پلی‌آف کنفرانس شرق در دو مرحلهٔ مقدماتی و یک مرحلهٔ پایانی برگزار می‌شود. برندهٔ کنفرانس در بازی نهایی فصل با برندهٔ کنفرانس غرب روبرو می‌شود تا قهرمان فصل ان‌بی‌ای تعیین شود. در همهٔ بازی‌های پلی‌آف برنده به صورت چهار از هفت (۴ برد از ۷ بازی) مشخص می‌شود.
تقسیم‌بندی فعلی کنفرانس غرب در آغاز فصل ۲۰۰۴–۲۰۰۵ که تیم شارلوت هورنتس به عنوان سی‌امین تیم به ان‌بی‌ای افزوده شده، تنظیم شده‌است. به این منظور، نیو اورلینز پلیکانز از بخش مرکزی کنفرانس شرق به بخش تازه‌تأسیس جنوب غرب در کنفرانس غرب منتققل شد.

## تیم‌ها
| تیم                   | بخش      | شهر                            | سال                                                  | از             |
| تیم                   | بخش      | شهر                            | ملحق شده                                             | ملحق شده       |
| --------------------- | -------- | ------------------------------ | ---------------------------------------------------- | -------------- |
| آتلانتا هاکس          | جنوب شرق | آتلانتا                        | ۱۹۶۸–تاکنون                                          | بخش غرب        |
| بوستون سلتیکس         | آتلانتیک | بوستون                         | ۱۹۴۶–تاکنون                                          |                |
| بروکلین نتس           | آتلانتیک | بروکلین رادرفورد شرقی، نیوجرسی | ۱۹۷۶–۱۹۷۶؛ ۲۰۱۲–تاکنون (نیویورک) ۱۹۷۷–۲۰۱۱ (نیوجرسی) | ای‌بی‌ای         |
| شارلوت هورنتس         | جنوب شرق | شارلوت                         | ۱۹۸۸–۲۰۰۱؛ ۲۰۰۴–تاکنون                               | —              |
| شیکاگو بولز           | مرکزی    | شیکاگو                         | ۱۹۸۰–تاکنون                                          | کنفرانس غرب    |
| کلیولند کاوالیرز      | مرکزی    | کلیولند                        | ۱۹۷۰–تاکنون                                          | —              |
| دیترویت پیستونز       | مرکزی    | دیترویت                        | ۱۹۶۷–۱۹۶۹؛ ۱۹۷۸–تاکنون                               | بخش غرب        |
| ایندیانا پیسرز        | مرکزی    | ایندیاناپلیس                   | ۱۹۷۹–تاکنون                                          | کنفرانس غرب    |
| میامی هیت             | جنوب شرق | میامی (فلوریدا)                | ۱۹۸۹–تاکنون                                          | کنفرانس غرب    |
| میلواکی باکس          | مرکزی    | میلواکی، ویسکانسین             | ۱۹۶۸–۱۹۶۹؛ ۱۹۸۰–تاکنون                               | —؛ کنفرانس غرب |
| نیویورک نیکس          | آتلانتیک | منهتن                          | ۱۹۴۶–تاکنون                                          |                |
| اورلندو مجیک          | جنوب شرق | اورلندو                        | ۱۹۸۹–۱۹۸۹؛ ۱۹۹۱–تاکنون                               | —؛ کنفرانس غرب |
| فیلادلفیا سونتی‌سیکسرز | آتلانتیک | فیلادلفیا                      | ۱۹۴۹–تاکنون                                          | —*             |
| تورنتو رپترز          | آتلانتیک | تورنتو                         | ۱۹۹۵–تاکنون                                          | —              |
| واشینگتن ویزاردز      | جنوب شرق | واشینگتن                       | ۱۹۶۶–۱۹۷۲ (بالتیمور) ۱۹۷۳–تاکنون (واشینگتن)          | بخش غرب        |

یادداشت
- تیم مؤسس اتحادیهٔ بسکتبال آمریکا
- نشان دهندهٔ تیم افزوده شده.
- نشان دهندهٔ تیمی که از اتحادیهٔ آمریکایی بسکتبال ملحق شده.
- * نشان دهندهٔ تیمی که از لیگ ملی بسکتبال ملحق شده.